# Tankvliegtuig

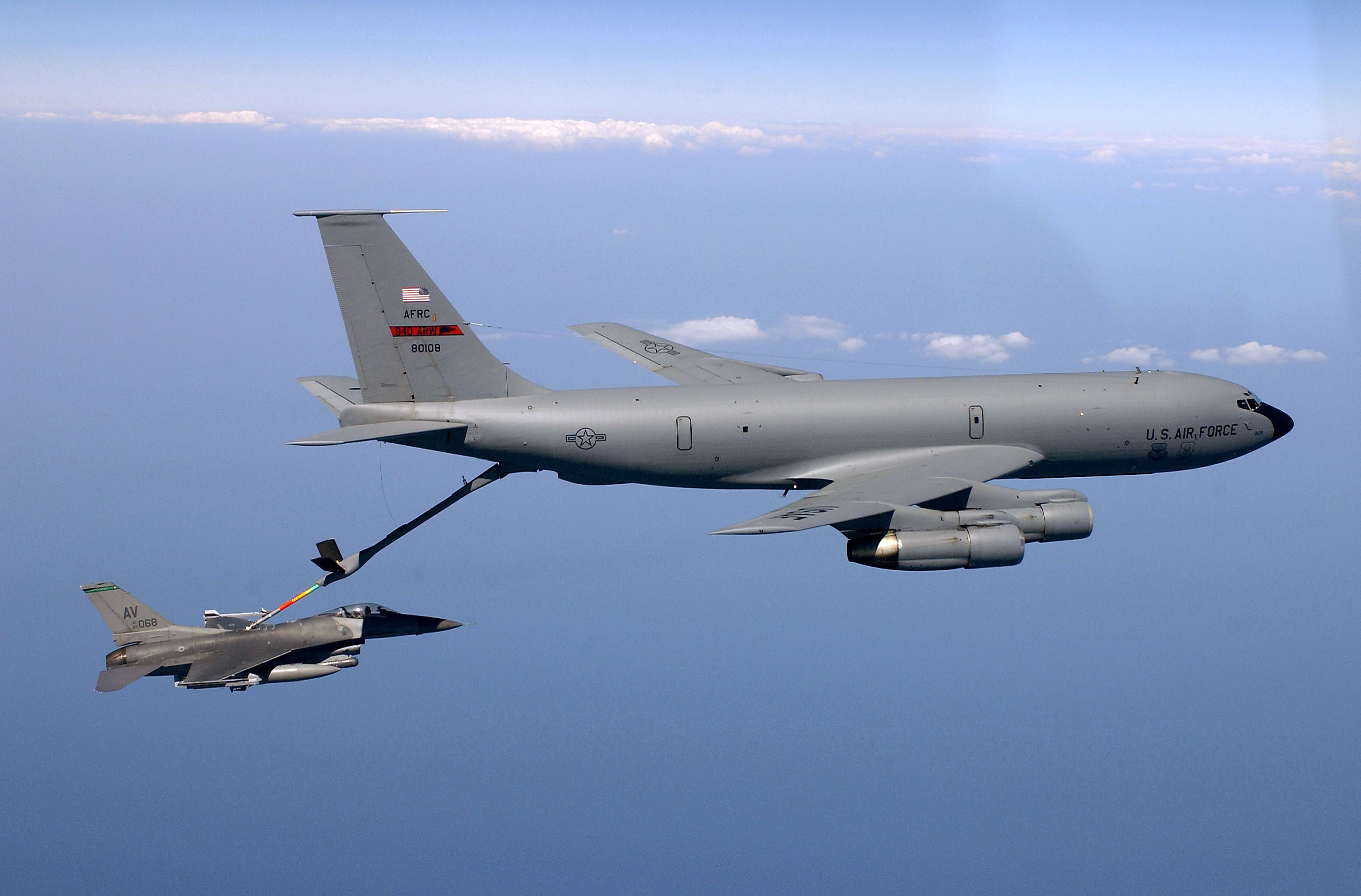
Een KC-135 tankvliegtuig tankt een F-16C bij

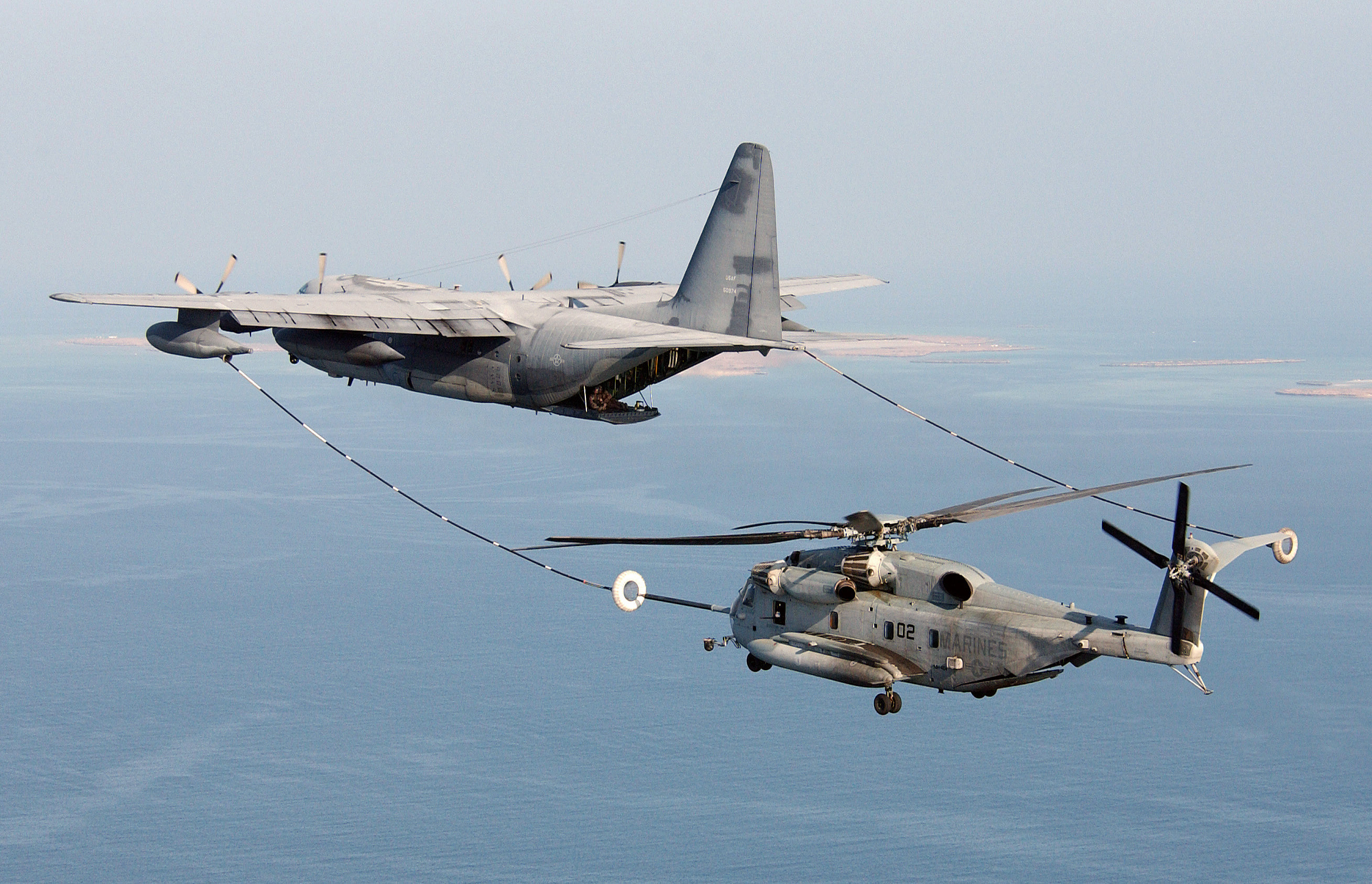
Een helikopter krijgt brandstof van een C-130 Hercules

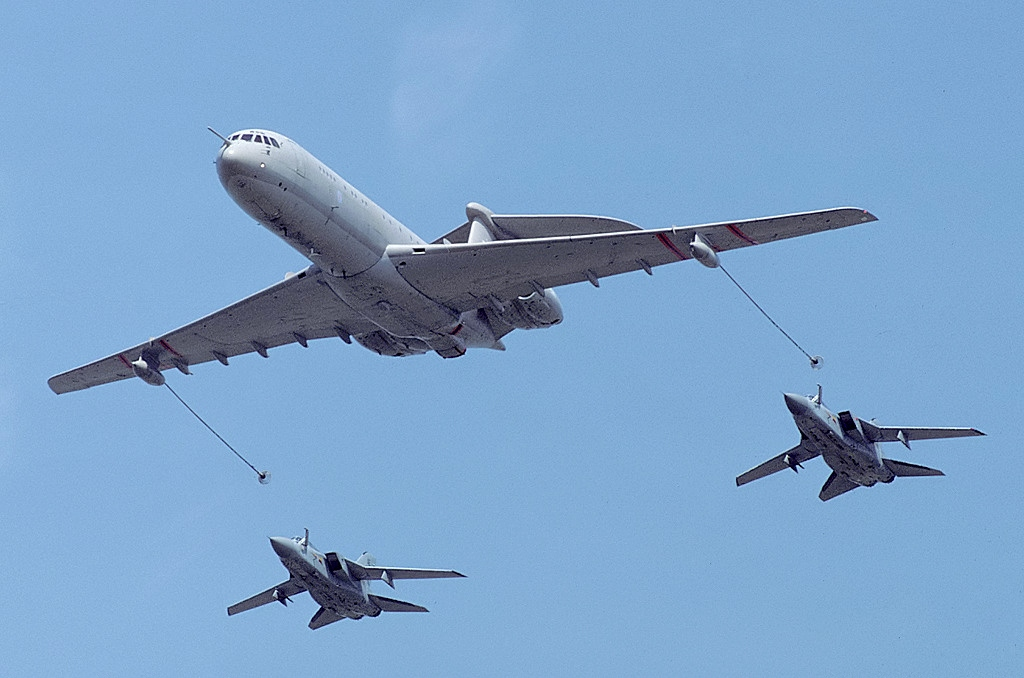
Vickers VC-10 met twee flexibele koppelingen uit de vleugels

Een tankvliegtuig is een vliegtuig waarmee andere vliegtuigen in de lucht kunnen worden bijgetankt, waardoor deze een groter bereik hebben en/of minder starts en landingen hoeven te maken. Hierdoor vermindert de geluidsoverlast voor omwonenden van de vliegbasis en kunnen de vliegtuigen operationeel efficiënter worden ingezet. 

## Systemen
Er zijn twee methoden om de brandstof over te tanken:
- met een vaste koppeling (flying boom). Deze tankbuis is meestal onder- en achteraan van de romp geplaatst. Hij wordt met behulp van een soort joystick in de juiste positie gemanoeuvreerd. De bediener houdt via 3D-monitoren zicht op het toestel dat de brandstof ontvangt.
- bij een flexibele koppeling (hose and drogue) hangt de flexibele tankbuis van de vleugels naar achteren. Aan het einde is een trechtervormige mand en het bij te tanken vliegtuig vliegt hier naartoe. De diameter van de slang is kleiner en het tanken gaat trager dan bij de flying boom, maar omdat de vliegtuigen waarop dit systeem wordt toegepast kleiner zijn, is dit niet problematisch. Ook helikopters kunnen op deze wijze worden bijgetankt.

## Bekende tankvliegtuigen
- Airbus A310 MRTT
- Airbus A330 MRTT
- Boeing KC-46 Pegasus
- Boeing KC-97 Stratotanker
- Boeing KC-135 Stratotanker
- Handley Page Victor
- Iljoesjin Il-78
- McDonnell Douglas KC-10 Extender
- Vickers VC-10

## Naslagwerk
- (en)   Richard K. Smith Seventy-Five Years of Inflight Refueling (1923 -1998)